# دينبيز
دينبيز هو عقار كبير يقع في الشمال الغربي من دوركينغ في ساري بإنجلترا. اشترى جوناثان تايرز مزرعة وأرض محيطة بها، مملوكة أصلاً لجون دينبي في عام 1734، مالك حدائق فوكسهول في لندن، وتم تحويلها إلى ملاذ في عطلة نهاية الأسبوع. يبدو أن المنزل الذي بناه كان ذا أهمية معمارية قليلة، لكن الحديقة القوطية التي طورها في الأرض حول موضوع الموت حققت بعض الشهرة، تم شراء العقار من قبل اللورد كينج أوكهام بعد وفاة تايرز في عام 1767، وأزيلت القطع الأثرية المروعة التي قام بتركيبها، بما في ذلك توابيت حجرية تعلوها جماجم بشرية.

اشترى جوزيف دينيسون، وهو مصرفي ثري، العقار في حوالي عام 1787، وبقي في عائلة دينيسون حتى عام 1849، عندما انتقل إلى توماس كوبيت، عامل البناء الرئيسي. في ذلك الوقت، كان كوبيت يعمل في منزل أوزبورن للملكة فيكتوريا والأمير ألبرت، وكان القصر الذي صممه ليحل محل القصر القديم نسخة أكثر تواضعًا من أوزبورن. ومع ذلك، كان لا يزال مبنى كبيرًا، على الطراز الإيطالي، مع ما يقرب من 100 غرفة في ثلاثة طوابق. في القرن التاسع عشر، خدم دينيسون ولاحقًا كوبيت كأعضاء محليين في البرلمان، في وست ساري.

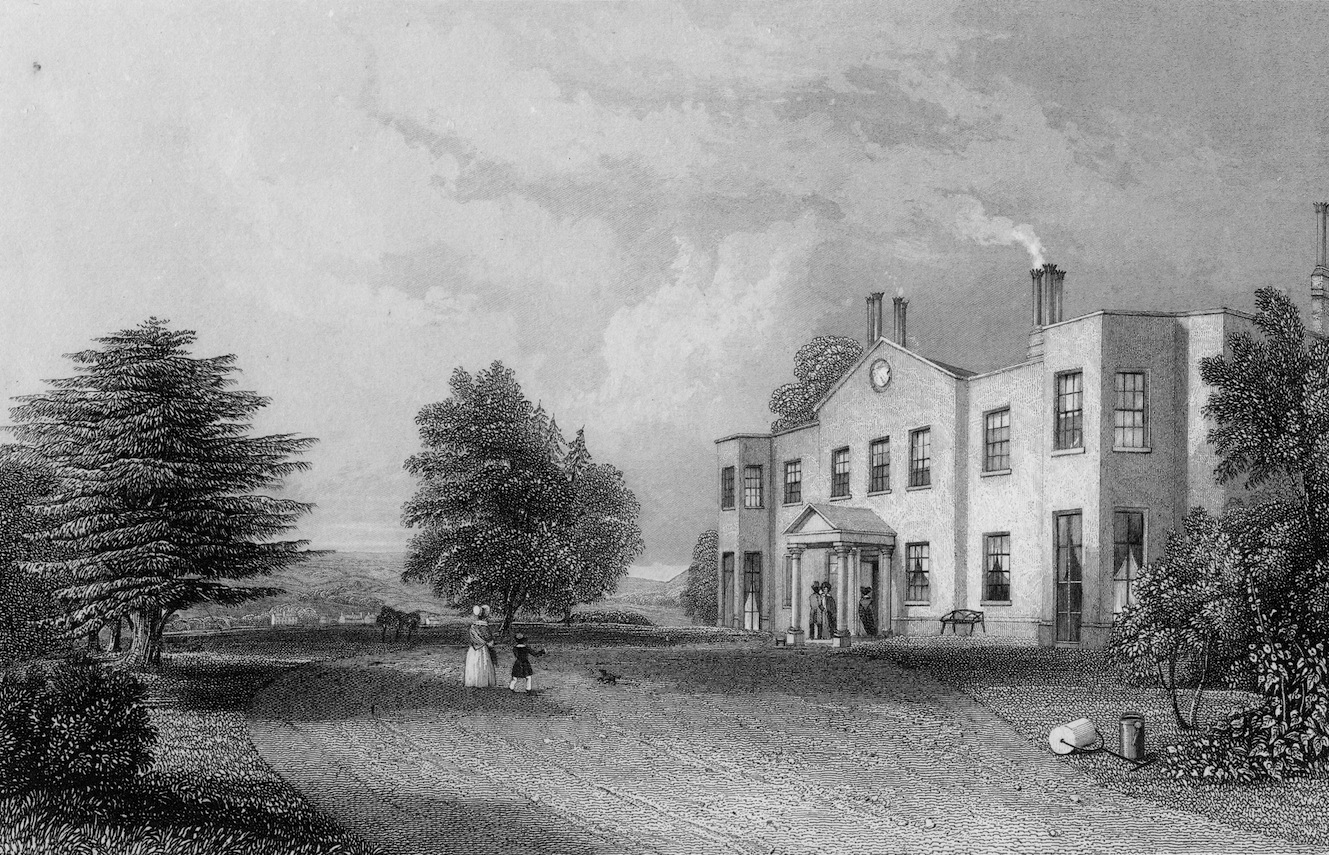
القصر الموجود في الحوزة حوالي عام 1840 ، عندما كانت مملوكة لعائلة دينيسون

وأجبر على دفع رسوم الوفاة وصعوبة الاحتفاظ بعقار محلي كبير خلال الحرب العالمية الثانية الأسرة على البدء في بيع قطع الأرض. تم التخلي عن قصر كوبيت حتى هدمه في عام 1953، وفي ذلك الوقت كانت العائلة تعيش في منزل على طراز ريجنسي تم تحويله من مساكن الحديقة والموظفين المستقرين في أوقات أكثر ثراءً.
ما تبقى من العقار - حوالي 635 فدانًا (2.57 كم2) - تم طرحه في السوق في عام 1984 واشترته شركة Biwater، وهي شركة لمعالجة المياه. بعد ذلك بعامين، أسس رئيس الشركة أدريان وايت شركة Denbies Wine Estate، باستخدام 268 فدانًا (1.08 كم2) على قطعة أرض مواجهة للجنوب لزراعة الكروم.

## تاريخ
كانت مزرعة مملوكة في الأصل لجون دينبي في منتصف القرن السادس عشر، والتي سميت العقار باسمها، تقع في قلب دينبي. تم بيع الأراضي من قبل ويليام ويكفيلد (أو ويكفورد) إلى جوناثان تايرز في عام 1734، ليتم تطويرها كملاذ في عطلة نهاية الأسبوع. كان تايرز صاحب حدائق فوكسهول بلندن - المعروفة في ذلك الوقت باسم حدائق نيو سبرينغ - وكان مسؤولاً عن تطوير هذا المكان إلى «مكان عصري للترفيه المسائي».
تم بناء منزل بسيط من طابقين على الطراز الجورجي عن طريق تحويل بعض مباني المزارع القديمة. يقع المنزل على قمة منحدر تل على بعد حوالي ميلين (3.2 كم) شمال غرب دوركينغ، ويطل على المناظر الطبيعية في ساري ويدعم رانمور كومون. قام تايرز بتركيب بئر بجانب المنزل؛ ملاحظة في مجلة جنتلمان لعام 1781 تعطي قياسات البئر، التي تم تسجيلها في 4 أكتوبر 1764، على أنها ستة أقدام (1.8 متر) في القطر وتصل إلى عمق أربعمائة وثمانية وثلاثين قدمًا (134 مترًا). في ذلك اليوم كانت تحتوي على مياه على عمق 22 قدم (6.7 م) مزودة من الينابيع.
وكان في الجزء الأمامي من المنزل بطاطا في الجناح المركزي مزينة بشعار من النبالة؛ لم تكن الغرف كبيرة ولكنها كانت في موقع مناسب. وفقًا للمؤرخ براين ألين، لم يكن المنزل مهمًا من الناحية المعمارية ولا تتوفر معلومات قليلة عنه؛ ومع ذلك، اكتسبت الحديقة التي أنشأها تايرز سمعة سيئة.

## وادي ظل الموت
على عكس الأجواء المبهجة والمضاءة بألوان زاهية في Vauxhall ، كانت حديقة Tyers التي تم تطويرها في Denbies ذات طبيعة قوطية أكثر.  كان موضوعها " تذكار موري (أو" تذكير بالموت ")،  وأطلق على التطور اسم" وادي ظل الموت ".  واصل تايرز العيش في منزله في أراضي فوكسهول بعد شراء Denbies ، وزيارة الأخير فقط في أيام الأحد، والتي، كما قيل، قد تقطع شوطا نحو شرح الطبيعة القاتمة للحديقة.  ديفيد كوك وآلان بورغ، مؤلفا حدائق فوكسهول: تاريخ (2012)، اقترحوا بدلاً من ذلك أن الحالة المزاجية للحديقة قد تكون من أعراض "نوع من عدم التوازن النفسي"  داخل تايرز، وربما حتى " شكل من أشكال الاضطراب ثنائي القطب ".  كانت السمة الرئيسية للحديقة عبارة عن منطقة غابات تبلغ مساحتها حوالي 8 أكر (3.2 ها) ، Il Penseroso ،  التي كانت تتقاطع مع شبكة متاهة من المسارات المؤدية إلى رافد صغير من نهر الخلد. 
خارج مدخل الحطب، كان هناك منسك صغير يُعرف باسم معبد الموت.  كان لها سقف من القش ومرفقات داخلية مكونة من ألواح حجرية مزيفة،  كل منها مغطاة بآيات تذكر القارئ «بالغرور وقصر وعدم كفاية الملذات البشرية».  على الجانب الأيمن من مدخل المعبد، مخفيًا بعيدًا عن الأنظار، كانت هناك ساعة تدق كل دقيقة، والتي على حد تعبير ويليام بوير، «تحذرنا من أن الوقت عابر، وحتى أقل جزء منه لاستخدامها في تأملات في الخلود»؛   واجهه على الجانب الآخر غراب أبيض كبير مع ملصق في فمه ينقل نفس الرسالة.  مقيدة بالسلاسل إلى مكتب مائل في وسط المعبد كانت نسخة من قصيدة خاطرة ليلية لإدوارد يونغ وكتاب روبرت بلير القبر ، مغلفة بالجلد الأسود. 
في نهاية المعبد الأبعد عن الباب، كان هناك نصب تذكاري كبير لروبرت بيتر، عالم بستنة مشهور من القرن الثامن عشر. نُفِّذت في الجص وربما صنعها لويس فرانسوا روبيلياك، فقد صورت ملاكًا ينفخ الورقة الرابحة الأخيرة، مما تسبب في انهيار هرم حجري وكشف عن الجثة التي بداخلها كانت تنهض من بين الأموات. 
كان في استقبال الزائرين عند مدخل الخشب النقش اللاتيني Procul este ، profani ، والذي يُترجم على أنه «بعيدًا عنك جميعًا غير مسموح به»،  اقتباس من الكتاب السادس لعنييد فيرجيل .  تم تركيب بوابة الدخول الحديدية بين تابوتين حجريين مقلوبين يدعمان الرواق، تعلوه جمجمة بشرية، ذكر وأنثى. نقش على كل تابوت قصيدة موجهة للزائر والزائر على التوالي. أعلن أحدهم أن «الرجال، في أفضل حالاتهم، هم الغرور تمامًا»،  بينما ذكّر الآخر النساء بأن «الجمال باطل».  مؤلف القصائد غير معروف، ولكن ربما كان سوامي جينينز، على الرغم من أن الطبوغرافي إدوارد برايلي لم يكن مقتنعًا تمامًا بأن هذا كان صحيحًا. 
كوة كبيرة قريبة في الحديقة، دخلت من خلال بوابة من رخام ساسكس الرمادي، شكلت مدرجًا يحتوي على دمية تمثل الحقيقة وهي تسحق قناعًا، وربما أيضًا عمل روبيلياك. ولفت انتباه الزائر إلى صورتين بالحجم الطبيعي لفرانسيس هايمان، تصوران مسيحياً وغير مؤمن أثناء وفاتهما، موضوعتين في حجرات في الجدار. 
بعد وفاة تايرز في عام 1767، تم بيع التركة إلى توماس كينج، البارون الخامس كينج (1712-1779)  لأوكهام في ساري.  تمت إزالة القطع الأثرية المروعة  وتغيير الأرضية على نطاق واسع. 

## التاريخ اللاحق

### وايت
بعد فترة وجيزة من وفاة الملك البارون الخامس عام 1779، باع ابنه بيتر كينغ، البارون السادس (1736-1793) التركة لجيمس الأول وايت  () في عام 1781 من أيرلندا، ابن مارك وايت من زوجته إليزابيث إدواردز، ابنة جون إدواردز من المحكمة القديمة، مقاطعة ويكلو، أيرلندا. وصف أوليفر (1829) جيمس الأول وايت بأنه «العقيد جاس وايت من أيرلندا». في عام 1772 في سانت جورج، ميدان هانوفر، مايفير، تزوج جيمس الأول وايت (كزوجته الأولى) جيرترود جي، ابنة جيمس جي من أسقف بيرتون هول بالقرب من بيفرلي في إيست رايدنج أوف يوركشاير. الشهود في زواجه هم ريتشارد دارسي هيلديارد وريتشارد وايت. ابنه ووريثه الأول كان جيمس الثاني وايت (1774-1852) من بيلتون هاوس بالقرب من بارنستابل في ديفون، والذي تزوج عام 1805 في سانت جورج، ميدان هانوفر، من فرانسيس هونوريا بيريسفورد، ابنة رجل الدولة الأيرلندي هون. جون بيريسفورد (1738-1805)، الابن الأصغر لماركوس بيريسفورد، إيرل تايرون الأول (1694-1763) والأخ الأصغر لجورج دي لا بور بيريسفورد، مركيز ووترفورد الأول (1735-1800). تزوج جيمس الأول وايت من آن كاثرين هيلديارد، أخت ووريثة السير روبرت هيلديارد، بارونت الرابع (1743-1814)  من وينستيد هول، بالقرب من باترينغتون، إيست ريدنج أوف يوركشاير، وأنجب منها ابنة آن كاثرين وايت، وريثة عقارات هيلديارد، التي تزوجت من الكولونيل توماس بلاكبورن ثوروتون، كولد ستريم جاردز، من فلينتام هول، فلينتام، نوتينجهامشير، الذي تبنى لقب هيلديارد كشرط لميراث زوجته.  ظلت دينبيز في ملكية جيمس الأول وايت لمدة ست سنوات حتى حوالي عام 1787، عندما اشتراها جوزيف دينيسون، وهو مصرفي ثري. 

### ملكية عائلة دينيسون
نشأ دينيسون في غرب يوركشاير. كان والديه من رتبة متدنية ولديهما موارد قليلة،  ومن غير الواضح كيف جمع ثروته. يبدو أنه انتقل إلى لندن، حيث انضم إلى عائلة هيوود من المصرفيين، وأصبح لاحقًا شريكًا في شركتهم.  وصف ريتشارد فيكرمان تيلور الثروة الهائلة التي تراكمت لدى دينيسون على أنها اكتسبت من خلال «الصناعة بلا هوادة وأكثر اقتصادات قسوة».  بعد خمس سنوات من شرائه دينبيس، تمت إضافة ملكية سيميري، بالقرب من سكاربورو، يوركشاير، إلى محفظته بعد أن استحوذ عليها من دوق ليدز .   أنجب دينيسون ابنًا اسمه ويليام جوزيف وابنتان إليزابيث وآنا ماريا من زوجته الثانية.  بحلول عهد الوصاية كانت الأسرة تجسيدًا للازدهار والمكانة الاجتماعية.  توفي دينيسون سينيور في عام 1806 ورث ابنه التركة وجميع الممتلكات الأخرى،  الذي أضاف إلى مساحة الحوزة عن طريق شراء أرض إضافية من إيرل فيرولام ودوق نورفولك .  تم تركيب درب جديد، يدخل من اتجاه ميكلهام عبر بعض الغابات، ليحل محل الطريق شديد الانحدار الذي أتى من دوركينج.   في عام 1830، وصف الطوبوغرافي توماس ألين الحدائق الواسعة المصممة جيدًا بأنها تحت إشراف «عالم بستنة علمي وذو خبرة».  كانت المروج في الجزء الأمامي من القصر تحتوي على رشاشات دائمة الخضرة والشجيرات جنبًا إلى جنب مع أسرة زهور رسمية منخفضة المستوى.  سُمح للسكان المحليين بالوصول إلى أراضي الحوزة. 
كان دينيسون جونيور، مثل والده، مصرفيًا وأصبح شريكًا رئيسيًا في الشركة المصرفية لوالده، دينيسون وهيوود وكينارد في شارع لومبارد بلندن .  استمر في الإضافة إلى الثروة التي ورثها عن والده، وعندما توفي عازبًا في عام 2 أغسطس 1849 ربما كان أحد أغنى عشرة رجال أعمال بريطانيين في عصره.  ترك ثروته المقدرة بـ 2.3 مليون جنيه إسترليني لابن أخيه ألبرت، بشرط تغيير لقبه من كونينجهام إلى دينيسون.  رُقي ألبرت إلى مستوى بارون لوندسبورو في 4 مارس 1850،  وفي وقت لاحق من ذلك العام باع 3,900 أكر (16 كـم2) عقارات في دينبيس لمعلم البناء، توماس كوبيت . 